# Weywot (satélite)
Weywot, oficialmente llamado (50000) Quaoar I Weywot, es la única luna que se conoce del objeto transneptuniano Quaoar. Fue descubierto el 22 de febrero de 2007, basándose en imágenes obtenidas el 14 de febrero de 2006. El satélite fue descubierto a una distancia de 0.35 minutos de arco de Quaoar con una diferencia en su magnitud aparente de 5.6. Orbita a una distancia de 14.500 kilómetros de Quaoar y tiene una excentricidad orbital de aproximadamente 0.14. Asumiendo que su albedo sea igual que el de Quaoar, la magnitud aparente sugiere que esta luna tiene un diámetro de aproximadamente 74 km (1:12 de Quaoar). Brown, su descubridor, cree que es un fragmento del propio Quaoar fruto de una colisión; del cual se especula que perdió gran parte de su capa de hielo durante el proceso.

## Nombre
Al ser descubierto, Weywot recibió la designación provisional, S/2006 2002 LM60 1. Brown le dejó a los tongva la elección del nombre, quienes seleccionaron el del dios Weywot, hijo de Quaoar.